# Talía

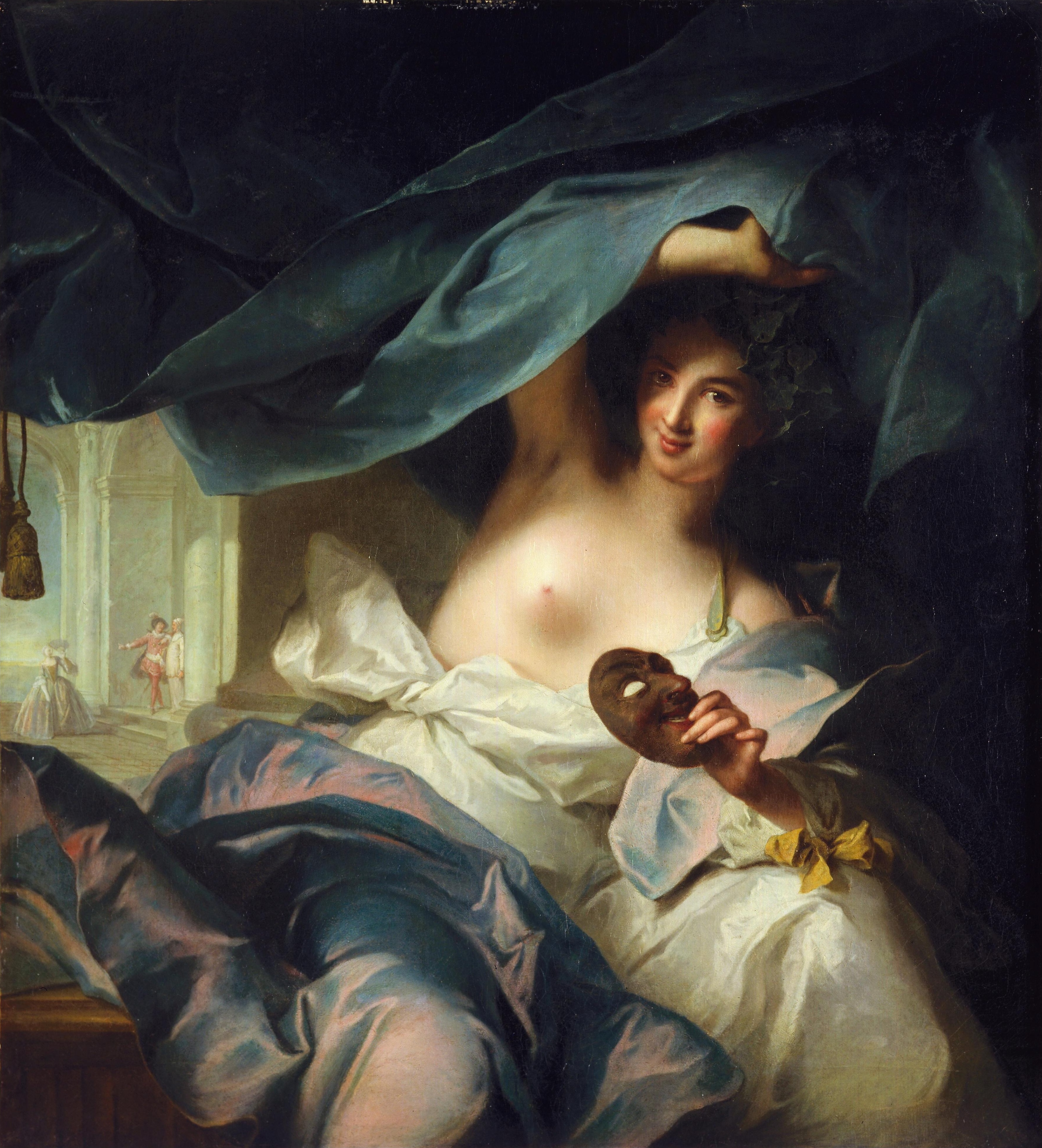
Talía por Jean-Marc Nattier, 1739.

Talía (en griego antiguo Θάλεια o Θαλία; en griego moderno Θάλεια; Tháleia,  «floreciente», del verbo θάλλεω, thálleô, «florecer») era la musa de la comedia. También está relacionada con la poesía bucólica. Talía hace que el deseo de la comida y la bebida se convierta, de salvaje e inhumano, en algo adecuado a la convivencia social. Inventó la agricultura y la botánica.
Se dice que Apolo fue padre, con una de las «madres celestes (las musas)», de Lino («canto de lamento»), Himeneo («canto nupcial») y Yálemo («canción de suma tristeza»); cada uno fue hijo de una musa diferente pero sus identidades no se han conservado. Talía fue madre con Apolo de los Coribantes.
Era una divinidad de carácter rural y se la representaba generalmente como una joven risueña, de aspecto vivaracho y mirada burlona, llevando en sus manos una máscara cómica como su principal atributo y, a veces, un cayado de pastor, una corona de hiedra en la cabeza como símbolo de la inmortalidad y calzada de borceguíes o sandalias. Talía era hija de Zeus y Mnemósine. 